# Boglárka

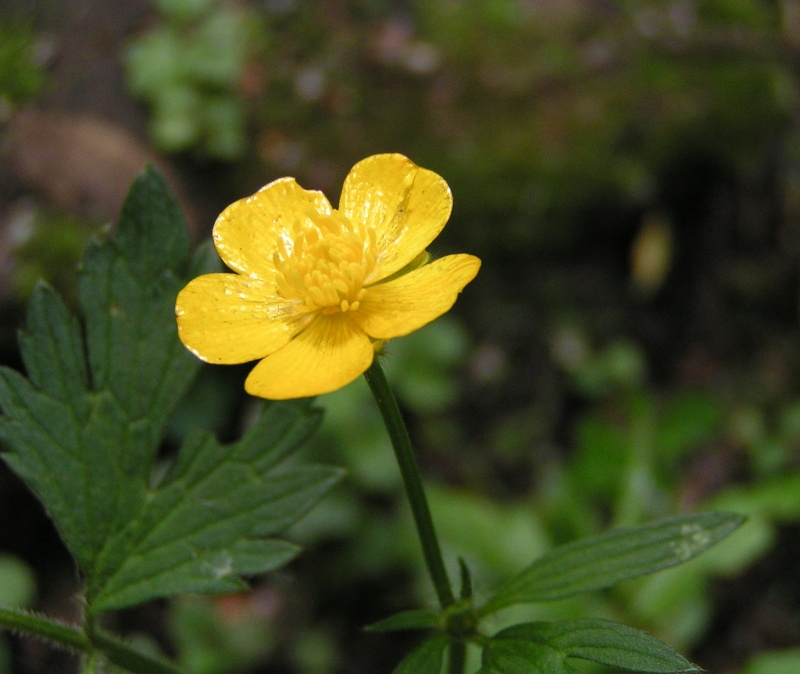
Bouton d'or.

Boglárka est un prénom hongrois féminin qui signifie « bouton-d'or ».

## Étymologie
Le nom de la fleur est dérivé de boglár « ornement en joaillerie, émail ou métal pour vêtement » qui vient lui-même via l'allemand du français boucle dans son sens ancien « bosse centrale du bouclier ».

## Personnalités portant ce prénom
- Boglárka Kapás, nageuse